# 世に類いなき見事な犬
世に類いなき見事な犬は、兵庫県に伝わるわらべうた。及び、そのわらべうたに登場する想像上の犬。

## 概要
わらべうたでは、つぎのようにうたわれている。
よにたぐいなき　みごとないぬというからにゃ

へびのような　あたまをし

おがものような　くびをし

はりのような　せなかをし

たいのような　おなかをし

こうもりのような　しっぽをし

ねこのようなあしをしにゃ